# Brumby (Hohe Börde)
Brumby ist ein Ortsteil der Ortschaft Nordgermersleben und der Einheitsgemeinde Hohe Börde im Landkreis Börde in Sachsen-Anhalt. Der mit seinen beiden Häuserzeilen an der Bundesstraße 1 zwischen Tundersleben im Osten und Erxleben im Westen gelegene Ort hat 44 Einwohner.

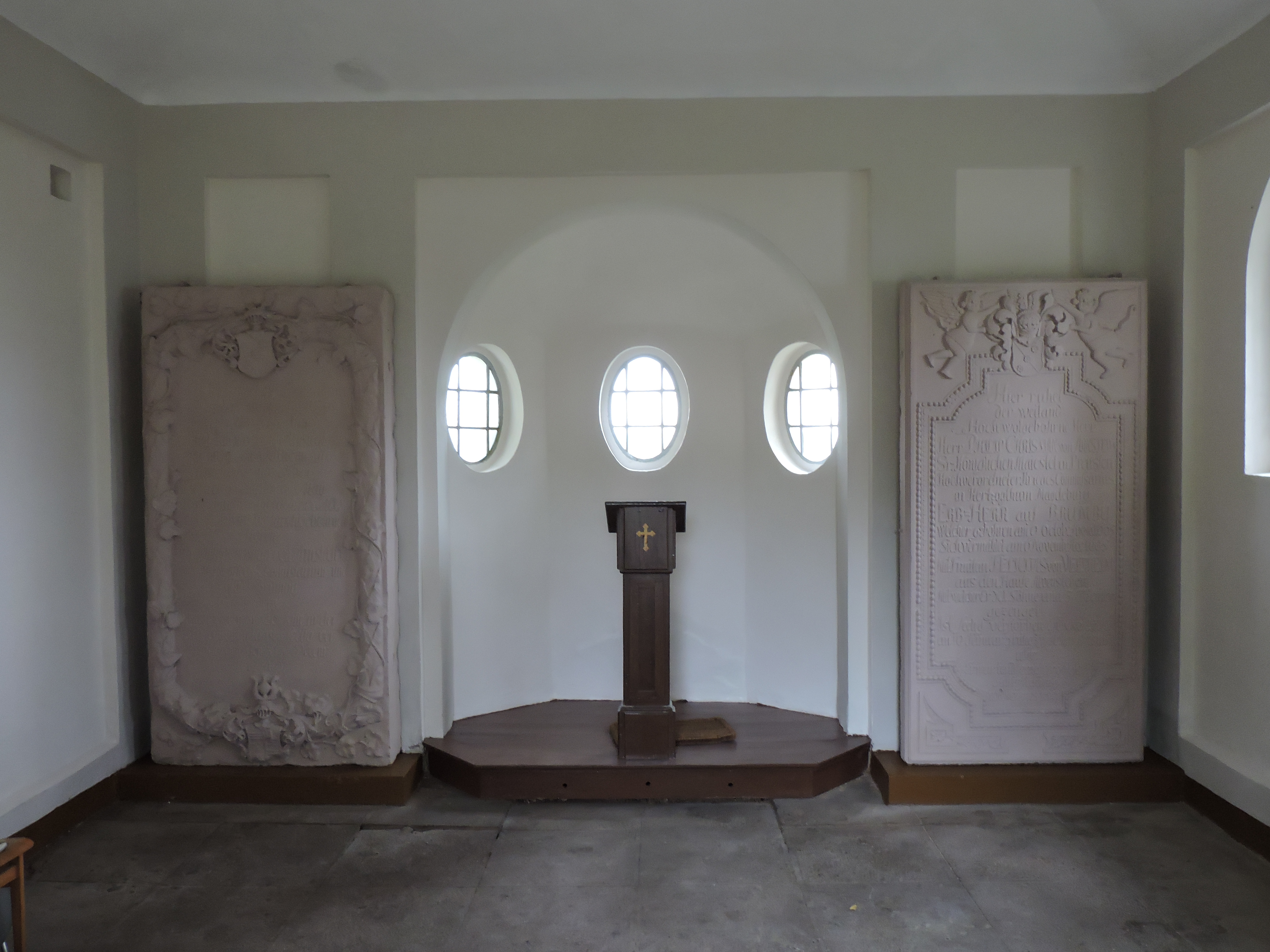
Friedhofskapelle innen

## Geschichte
Der ursprünglich zur Pfarre Groppendorf gehörende Ort wird erstmals zwischen 1051 und 1076 als Brumbei in einer Schenkung des Klosters Berge erwähnt. In einer Papsturkunde von Innozenz III. 1209 heißt der Ort Brumbeie und 1268 erwähnt ihn Erzbischof Conrad von Magdeburg als Brumboy. Im Halberstädter Lehnsverzeichnis wird 1311 Heinrich Schenk von Dönstedt als Inhaber einer Hufe in Brumbuge genannt. Mitte des 15. Jahrhunderts fiel der Ort wüst; 1480 wurden neben den von Veltheim zu Alvensleben, die von Alvensleben und von Schenk damit belehnt. Nach dem Aussterben des Veltheimischen Zweiges 1615 traten die von Asseburg 1616 die Nachfolge an. Im Dreißigjährigen Krieg fiel der ungeschützte Ort wiederholt Plünderungen zum Opfer und 1661 einem Großbrand. Der Domherr Johann Friedrich von Arnstedt kaufte ihn 1665. Unter Philipp Christian von Arnstedt wurde 1712 eine Gutskapelle eingeweiht. Die von Arnstedt vererbten das Gut im 19. Jahrhundert dem Johanniterorden. Das Herrenhaus wurde ein Heim für Johanniterschwestern und nach dem Zweiten Weltkrieg ein Heim der Neinstedter Anstalten. Nach der Wende wurde es Sitz des Johannitergutes Brumby.
Am 30. September 1928 wurde der Gutsbezirk Brumby aus dem Landkreis Neuhaldensleben mit der Landgemeinde Nordgermersleben vereinigt. Mit der Eingemeindung von Nordgermersleben in die Gemeinde Hohe Börde am 1. Januar 2010 kam der Ortsteil Brumby zur neu entstandenen Ortschaft Nordgermersleben und zur Gemeinde Hohe Börde.
Seit 2012 besteht im Ort die von 15 Landwirten betriebene Biogasanlage Nordgermersleben. Auf der „Elfenwiese“ hat das Niederndodeleber Holunderkontor die erste Holunderplantage der Magdeburger Börde angepflanzt.

## Friedhofskapelle
Die Friedhofskapelle ist ein 1920 erbauter Putzbau mit Laterne. Im Jahr 1935 wurden hier die Sandsteinepitaphe des Erbauers der abgegangenen, 1712 erbauten Gutskirche und seiner Frau aufgestellt. Die Kapelle wurde 2012 saniert. Die Inschriften lauten

1. Tafel: 

„Unter dem Arnstedtschen Wappen: Hier ruhet der weiland Hoch wolgebohrne Herr Herr Philip Christian von Arnstedt Sr: Königlichen Majestet in Preußen Hochverordneter Krieges Comißarius in Hertzogthum Magdeburg Erb-Herr auf Brunby welcher gebohren am 9 Octob: Anno 1665 Sich vermählet am 6 Novemb: Ao 1695 Mit Fräulein Felicitas von Veltheim aus dem Hause Alvensleben Mit welcher Er XI Söhne und 3 Töchter gezeuget, Ist seelig verstorben Anno 1716 an 10 Januar früh zwische 6 und 7 uhr Erwartend eine frölige Auferstehung und ewiges leben.“

2. Tafel: 

„In einem Stamm mit Weinranken sind das Arnstedtsche und das Veltheimsche Wappen eingefügt. Inschrift: Hier ruhet in Gott die weyland Hochwohlgebohrne Frau Frau Felicitas von Arnstedt gebohrne von Veltheim aus dem Hause Alvensleben. Sie war gebohr. den 11.  May 1677. war vermählet d: 30ten Nov: 1695 mit dem Hochwohlgebohrnen Herrn Hrn. Philipp Christian von Arnstedt Königl: Preuß Kriegs Commißarium, und auf Brumby weiland mit welchem sie 50 Jahr in der Ehe gelebt und ist seelig verschieden den 31. Decem: 1749.“

## Persönlichkeiten
Der deutsche Verwaltungsjurist Oskar von Arnstedt (1840–1914) verstarb im Ort.